# Brezno
 For alternative betydninger, se Brezno (flertydig). (Se også artikler, som begynder med Brezno) Ikke at forveksle med Brezno (distrikt).
Brezno er en by i det centrale Slovakiet, med et indbyggertal (pr. 2006) på ca. 22.000. Byen ligger i regionen Banská Bystrica, ved bredden af floden Hron.